# Interludium
Interludium è un album in studio del gruppo musicale tedesco Powerwolf, pubblicato nel 2023.

## Tracce

### Interludium
1. Wolves of War – 3:58
2. Sainted by the Storm – 3:44
3. No Prayer at Midnight – 3:41
4. My Will Be Done – 3:42
5. Altars on Fire – 3:48
6. Wolfborn – 3:14
7. Stronger Than the Sacrament – 3:35
8. Living on a Nightmare – 3:52
9. Midnight Madonna – 3:33
10. Bête du Gévaudan – 3:31

### Disco 2
1. Werewolves of Armenia (featuring Wind Rose) – 6:17
2. Reverent of Rats (featuring Mystic Prophecy) – 2:56
3. Dancing with the Dead (featuring Annisokay) – 3:47
4. Call of the Wild (featuring Rage) – 3:34
5. Venom of Venus (featuring Ad Infinitum) – 3:18
6. Stossgebet (featuring Eisbrecher) – 3:54
7. Fire & Forgive (featuring Electric Callboy) – 4:08
8. Armata Strigoi (featuring Warkings) – 4:15
9. We Are the Wild (featuring Lord of the Lost) – 3:35
10. Night of the Werewolves (featuring Unleash the Archers) – 4:18

### Disco 3
1. Wolves of War (orchestral version) – 3:58
2. Sainted by the Storm (orchestral version) – 3:46
3. No Prayer at Midnight (orchestral version) – 3:40
4. My Will Be Done (orchestral version) – 3:42
5. Altars on Fire (orchestral version) – 3:47
6. Wolfborn (orchestral version) – 3:12
7. Midnight Madonna (orchestral version) – 3:28
8. Bête du Gévaudan (orchestral version) – 3:33

## Formazione
- Attila Dorn – voce
- Matthew Greywolf – chitarra
- Charles Greywolf – basso, chitarra
- Roel van Helden – batteria, percussioni
- Falk Maria Schlegel – organo, tastiera

## Classifiche
| Classifica (2023) | Posizione raggiunta |
| ----------------- | ------------------- |
| Germania          | 3                   |